# Туи Гръм
Туи Гръм (на словенски: Tuji Grm) е село в Словения, регион Средна Словения, община Любляна. Според Националната статистическа служба на Република Словения през 2015 г. селото има 77 жители.